# Она защищает Родину
«Она защища́ет Ро́дину» — художественный фильм об участии советской женщины-патриотки в партизанской борьбе с фашистскими оккупантами, снятый в 1943 году режиссёром Фридрихом Эрмлером по сценарию Алексея Каплера на Центральной объединённой киностудии (г. Алма-Ата). Премьера состоялась 20 мая 1943 года. 
В 1966 году на Киностудии им. М. Горького была сделана «новая редакция», частично переозвученная и сокращённая более чем на 20 минут.

## Сюжет
«Радостной и счастливой была жизнь Прасковьи Лукьяновой. Но вот фашистские орды вторглись в нашу страну. В первый же день войны погиб муж Прасковьи. Её сына растерзали гитлеровцы. Гневом и ненавистью к врагу, нарушившему мирную счастливую жизнь советских людей, наполнилось сердце Прасковьи. Она уходит в леса, организует партизанский отряд и беспощадно мстит врагу. Своей огромной верой в победу над врагом Прасковья укрепляет дух партизан. Когда из соседнего селения принесли распространённую врагами ложную весть о взятии Москвы немцами, Прасковья пошла по деревням и сёлам, рассказывая правду о Москве, о героизме советских воинов. И всюду, где проходила Прасковья, народ поднимался на борьбу. В одном из селений Прасковья была схвачена немцами и приговорена к смерти. В последнюю минуту партизаны освободили Прасковью».

## В ролях

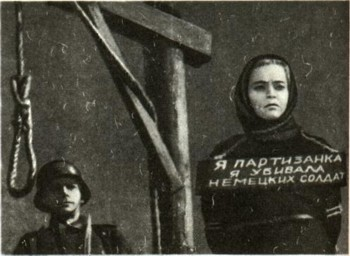
В. П. Марецкая в фильме «Она защищает Родину» режиссёра Ф. М. Эрмлера. 1943.

- Вера Марецкая — Прасковья Лукьянова («Товарищ П»)
- Николай Боголюбов — Иван Лукьянов
- Лидия Смирнова — Фенька
- Пётр Алейников — Сенька
- Иван Пельтцер — Степан Орлов
- Инна Фёдорова — Аграфена
- Александр Виолинов
- Владимир Гремин
- Борис Дмоховский — немецкий офицер
- Юрий Коршун
- И. Медведко
- Евгений Немченко
- Георгий Семёнов
- Алексей Чепурнов
- Елизавета Кузюрина — военврач
- Владимир Уральский — партизан
- Евгений Григорьев — партизан
- Александра Данилова — пленная
- Валерий Медведев — Васенька
- Татьяна Пельтцер — колхозница

## Съёмочная группа
- Авторы сценария: Алексей Каплер
- Режиссёр: Фридрих Эрмлер
- Оператор: Владимир Рапопорт
- Художник-постановщик: Николай Суворов
- Композитор: Гавриил Попов
- Директор картины — Михаил Шостак

## Награды
Сталинская премия II степени (1946) — режиссёр Ф. Эрмлер, оператор В. Рапопорт, актриса В. Марецкая